# Etton (East Riding of Yorkshire)
Etton is een civil parish in het bestuurlijke gebied East Riding of Yorkshire, in het Engelse graafschap East Riding of Yorkshire met 277 inwoners.